# Parauaia

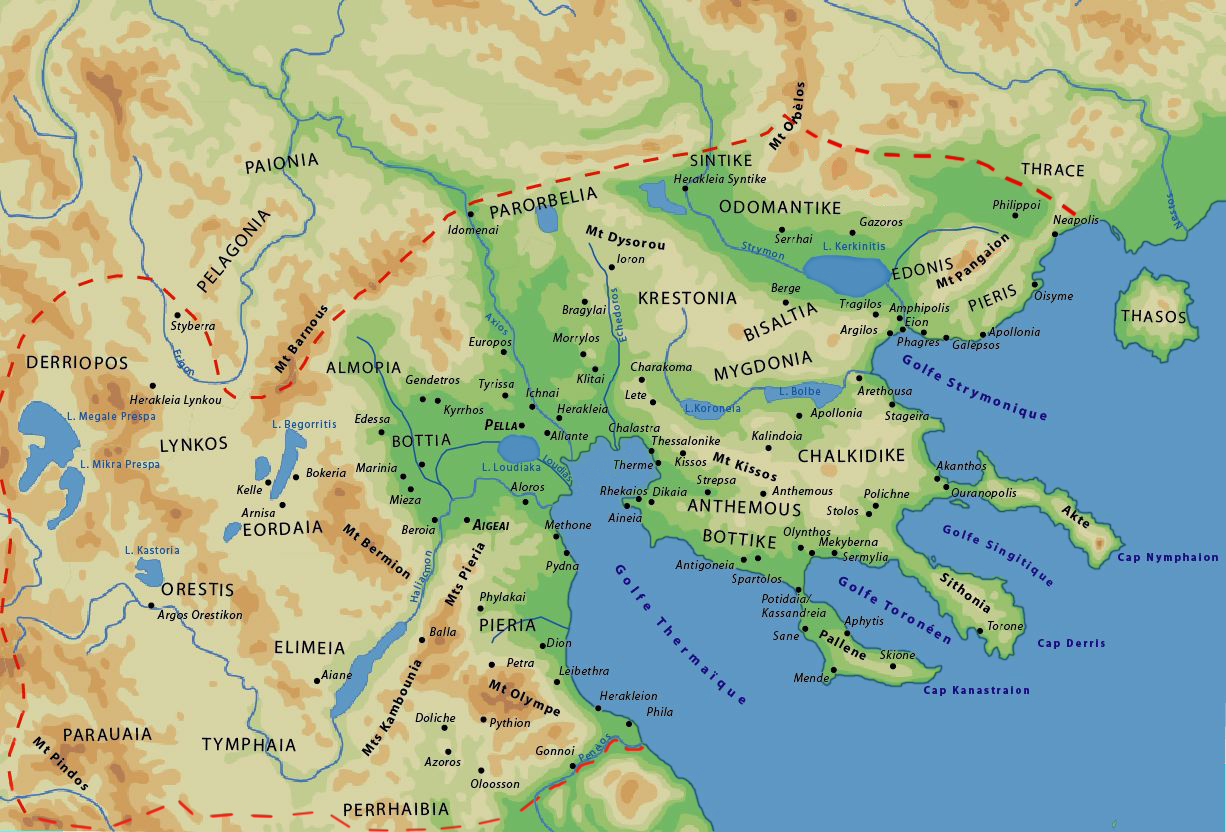
Die Landschaften des antiken Makedoniens und der Chalkidiki.

Parauaia (altgriechisch Παραυαία) bezeichnete eine antike griechische Landschaft in Epiros, die von dem epirotischen Stamm der Parauaianer (Παραυαῖοι) besiedelt wurde. Geographisch umfasste sie das Pindosgebirge, gelegen in der heutigen Grenzregion von Griechenland und Albanien. Durchflossen wurde sie von dem Aoos (Vjosa).
Im Norden wurde das Land von dem Oberlauf des Aliakmonas mit den jenseits siedelnden makedonischen Oresten begrenzt, während im Osten die Tymphaier, im Nordwesten die Chaonier, im Südosten die Molosser und im Süden die Atintanen siedelten.
Unter ihrem König Oroidos unterstützten die Parauaianer, denen sich eintausend Oresten angeschlossen hatten, 429 v. Chr. die Spartaner bei der Belagerung von Plataiai und kämpften in der Schlacht von Stratos. In der Mitte des 4. vorchristlichen Jahrhunderts wurde Parauaia von Philipp II. erobert, worauf es den obermakedonischen Landschaften zugerechnet wurde. Seither bildete es die südwestlichste Grenzregion des makedonischen Königreichs. Im Jahr 335 v. Chr. hatte Alexander der Große diese Landschaft auf seinem Zwölftagesmarsch von Pelion in Dassaretia nach Theben durchzogen.
König Alexander V. hatte 294 v. Chr. Parauaia wie auch Tymphaia für die Hilfe des Epirotenkönigs Pyrrhos an diesen abtreten müssen. Inwiefern diese Gebiete nach dessen Tod wieder an Makedonien zurückgefallen waren, ist umstritten, wahrscheinlich aber verblieben sie bis zur römischen Eroberung im Epirotenbund.